# Stefan Garber
Stefan Garber (* 19. März 1955) ist ein deutscher Jurist und ehemaliger Vorstand für Infrastruktur der Deutschen Bahn.
Er war ab April 2000 bei der DB, zunächst in der Konzernleitung als Leiter „Zentrale Stäbe“, tätig. Im Juni 2000 wurde er in den Vorstand der DB Netz berufen und verantwortete dort den Bereich Personal. Im August 2002 wurde Garber „Generalbevollmächtigter Einkauf“. Von Mai 2003 bis März 2005 war er „Generalbevollmächtigter Technik und Beschaffung“ und damit verantwortlich für die Bereich Konzerneinkauf, DB Systemtechnik, Magnetschnellbahn, Qualität und Umweltschutz.
Mit Wirkung zum 1. April 2005 wurde Stefan Garber in den Konzernvorstand der Deutschen Bahn AG berufen. Der von ihm verantwortete Vorstandsbereich „Infrastruktur und Dienstleistungen“ umfasste die ehemaligen Unternehmensbereiche Fahrweg (DB Netz AG), Personenbahnhöfe (DB Station&Service AG), Dienstleistungen (DB Systel, DB Services Technische Dienste, DB Services Immobilien etc.) sowie die Gesellschaften DB Energie und DB Projektbau.
Nach Gründung der DB Mobility Logistics AG ging der Bereich Dienstleistungen im Juni 2008 auf diese über und wird seither von deren Vorstand Personal und Dienstleistungen verantwortet.
Im Rahmen der Entscheidung der Deutschen Bahn zur neuen Konzernstruktur gingen die Dienstleistungs-Geschäftsfelder zum 2. Juni 2008 in die DB Mobility Logistics AG über. Stefan Garber verantwortete als Konzernvorstand „Infrastruktur“ die unternehmerische Weiterentwicklung der Eisenbahn-Infrastruktur und die integrierte Führung der dafür tätigen Geschäftsfelder DB Netze Fahrweg, DB Netze Personenbahnhöfe, DB Netze Energie sowie des ServiceCenters DB Netze ProjektBau.
Auf Beschluss des Aufsichtsrats der Deutschen Bahn vom 9. Dezember 2009 wurde Garber von seinen Aufgaben zum 1. Januar 2010 freigestellt. Als Hintergrund wurden unterschiedliche Auffassungen über die Umsetzung des Public Corporate Governance Kodexes angegeben. Seine Aufgaben übernahm zunächst Volker Kefer. Laut Medienberichten habe Garber die Kostensteigerungen des Großprojekts Stuttgart 21 nur unzureichend erklären können. Das Aufsichtsgremium habe sich daher einstimmig dafür ausgesprochen, ihn von seinen Aufgaben zu entbinden. Nach anderen Angaben habe ihn der Aufsichtsrat aufgrund von Differenzen über Corporate-Governance-Regeln freigestellt. Garber sollte zum vereinbarten Grundgehalt zunächst ohne Funktion bei dem Unternehmen angestellt bleiben. Im März 2010 verließ Garber das Unternehmen gegen eine Abfindung von 1,85 Millionen Euro. Sein Vertrag wäre bis Mai 2013 gelaufen. Ferner wurden persönliche Differenzen zwischen ihm und dem neuen Bahnchef Rüdiger Grube als Grund für Garbers Abberufung genannt.